# Illa Annette
L'illa Annette, o Taak'w Aan, és una de les illes Gravina de l'arxipèlag Alexander, situat a l'oceà Pacífic a la costa sud-est d'Alaska. Està situada a 55° 08′ N, 131° 27′ O / 55.133°N,131.450°O. Té 18 km de longitud i aproximadament 18 km d'amplada. L'àrea terrestre ocupa 332,573 km². L'illa Annette està situada a l'interior del canal Revillagigedo amb una petita part de l'Alaska continental a l'est i l'illa Revillagigedo al nord.
Taak'w Aan, el nom de l'illa en llengua tlingit, significa "ciutat d'hivern".

## Comunitat i demografia
La població més gran de l'illa és Metlakatla. Metlakatla és una comunitat nativa fundada pel missioner anglicà William Duncan. Tota l'illa és una reserva índia, l'única d'Alaska. La població de l'illa era de 1447 habitants en el cens dels Estats Units de l'any 2000. L'illa està composta majoritàriament per natius tsimshian i és un encreuament cultural per als natius tlingit i haida també.

## ALCOM
Des de 1997, Alaska Command (ALCOM) ha finançat un projecte d'innovació a l'illa. El Joint Forces Engineer Component Command, una organització portada per la Missouri Army National Guard i sota les ordres i control d'ALCOM està construint una carretera des de la part de l'illa propera a Ketchikan fins a Metlakatla, que és a la part més allunyada de les illes més poblades i de la terra ferma. Aquest projecte millorarà la qualitat de vida de la comunitat indígena de Metlakatla tot proporcionant un nus de comunicació segur i eficient entre les xarxes viàries de Metlakatla i Ketchikan.

## Clima
L'estació meteorològica de l'illa Annette continua conservant el rècord mensual de temperatures altes de l'estat d'Alaska a l'abril (27,7 °C, enregistrats el 29 d'abril de 1970) i el novembre (19,4 °C, enregistrats l'1 de novembre de 1970).